# Carukiidae
Le Carukiidae sono una famiglia di cubomeduse della classe Cubozoa.
La famiglia include alcune specie di cubomeduse che causano serie intossicazioni conosciute sotto il nome di sindrome di Irukandji, la quale può anche portare all'arresto cardiaco. 
Le Carukiidae si distribuiscono nella regione dell'Indo-Pacifico, dall'isola di Honshū in Giappone, al Nuovo Galles del Sud in Australia come limiti nord-sud; meno si conosce dell'estensione est-ovest di queste cubomeduse. In ogni modo, rare sono le segnalazioni fuori dal continente australiano.

## Anatomia
Le meduse di questa famiglia si differenziano per la forma delle corna dei ropali, le ramificazioni dei canali del velarium e nella distribuzione ed il numero di nematocisti. Per esempio, la presenza di gruppi di nematocisti sul velarium è indicativo: le meduse Malo ne hanno da due a quattro gruppi per ottante, le Morbakka ne possiedono da sei a otto, mentre sono praticamente assenti nel genere Carukia (a volte ne possiedono una per ottante) e totalmente assenti nelle Gerongia.
La famiglia Carukiidae è stata creata per raggruppare quelle meduse Carybdeida che non posseggono filamenti gastrici e che hanno una nicchia dei ropali con delle corna, la cui forma può variare da specie a specie. Il genus tipo è Carukia Southcott, 1967.

## Sistematica
Fino al 2010, alcune specie erano classificate fra le Tamoyidae, come la Morbakka virulenta che era stata descritta nel 1910 da Kamakichi Kishinouye sotto il nome di Tamoya virulenta, ma la specie non possiede le facelle verticali tipiche del genere Tamoya e ha invece le corna dei ropali a "orecchie di coniglio" delle Morbakka.
Allo stato attuale, la famiglia comprende i seguenti generi e specie:
- Genere Carukia Southcott, 1967
  - Carukia barnesi Southcott, 1967
  - Carukia shinju Gershwin, 2005
- Genere Gerongia Gershwin & Alderslade, 2005
  - Gerongia rifkinae Gershwin & Alderslade, 2005
- Genere Malo Gershwin, 2005
  - Malo bella Gershwin, 2014
  - Malo filipina Bentlage & Lewis, 2012
  - Malo kingi  Gershwin, 2007
  - Malo maxima Gershwin, 2005
- Genere Morbakka Gershwin, 2008
  - Morbakka fenneri Gershwin, 2008
  - Morbakka virulenta Kishinouye, 1910